# West Islip
West Islip es un lugar designado por el censo (en inglés, census-designated place, CDP) situado en el condado de Suffolk, en el estado de Nueva York, Estados Unidos. Según el censo de 2020, tiene una población de 27 048 habitantes.

## Geografía
La localidad está ubicada en las coordenadas 40°42′10″N 73°17′44″O / 40.70278, -73.29556 (40.702861, -73.295526). Según la Oficina del Censo, tiene una superficie total de 20.22 km², de los cuales 15.78 km² corresponden a tierra firme y 4.44 km² están cubiertos de agua.

## Demografía
Según la estimación 2019-2023 de la Oficina del Censo, los ingresos medios de los hogares de la localidad son de $171,045 y los ingresos medios de las familias son de $184,387. Alrededor del 2.7% de la población está por debajo de la línea de pobreza.